# Faisselle (ustensile)
 (octobre 2021).
Si vous disposez d'ouvrages ou d'articles de référence ou si vous connaissez des sites web de qualité traitant du thème abordé ici, merci de compléter l'article en donnant les références utiles à sa vérifiabilité et en les liant à la section « Notes et références ».
 (octobre 2021).
Pour le fromage du même nom, voir Faisselle.

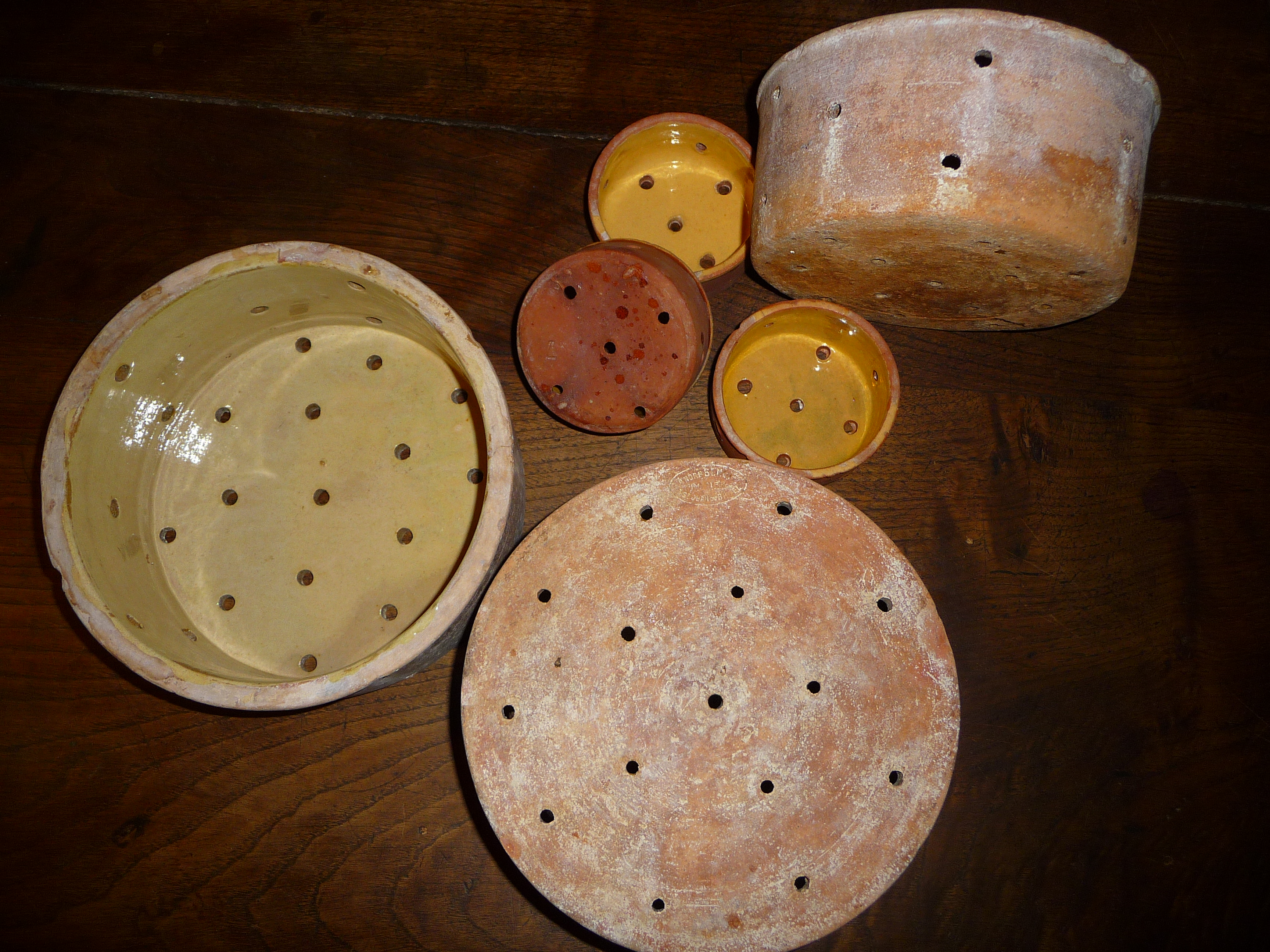
Faisselles anciennes de terre cuite fabriqués à Saint-Jean-du-Bruel pour fromages de lait de brebis pérail de ferme et roquefort.

Une faisselle est un ustensile de cuisine utilisé dans les laiteries, les burons, les fruitières, entre autres. Récipient à parois percées de trous, il intervient dans la transformation du lait en fromage, et sert à égoutter le caillé.
Le lait caillé, quand on le destine à être consommé tel que, prend parfois le nom de cet ustensile mais on parle aussi de « caillé », de « fromage blanc », etc.

## Histoire
Des faisselles en osier ont été retrouvées et datées de plus de 12 000 ans[Où ?]. D'autres, en céramique, apparaissent dès le Néolithique, comme l'attestent les fragments retrouvés au bord du lac de Neuchâtel, en Suisse.

## Différents modèles
Une faisselle est faite de matériaux divers comme la terre cuite engobée, le métal (acier zingué, fer-blanc), le plastique, le bois, l'osier, la faïence et existe en tailles diverses. Elle est toujours pourvue de multiples perforations. Le moule peut être de forme carrée, cylindrique ou ronde.

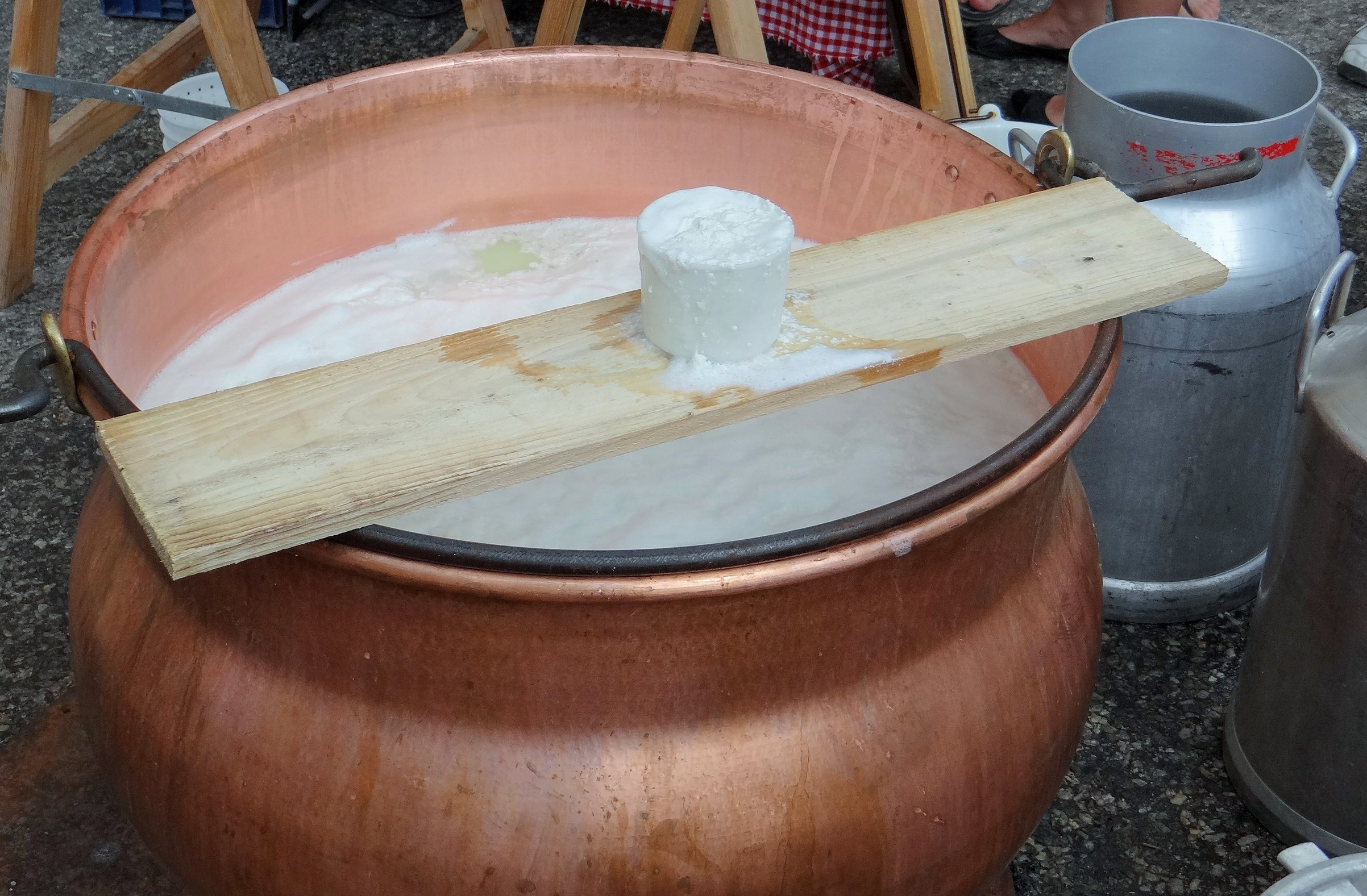
Moulage d'un fromage de chèvre dans une faisselle en plastique.

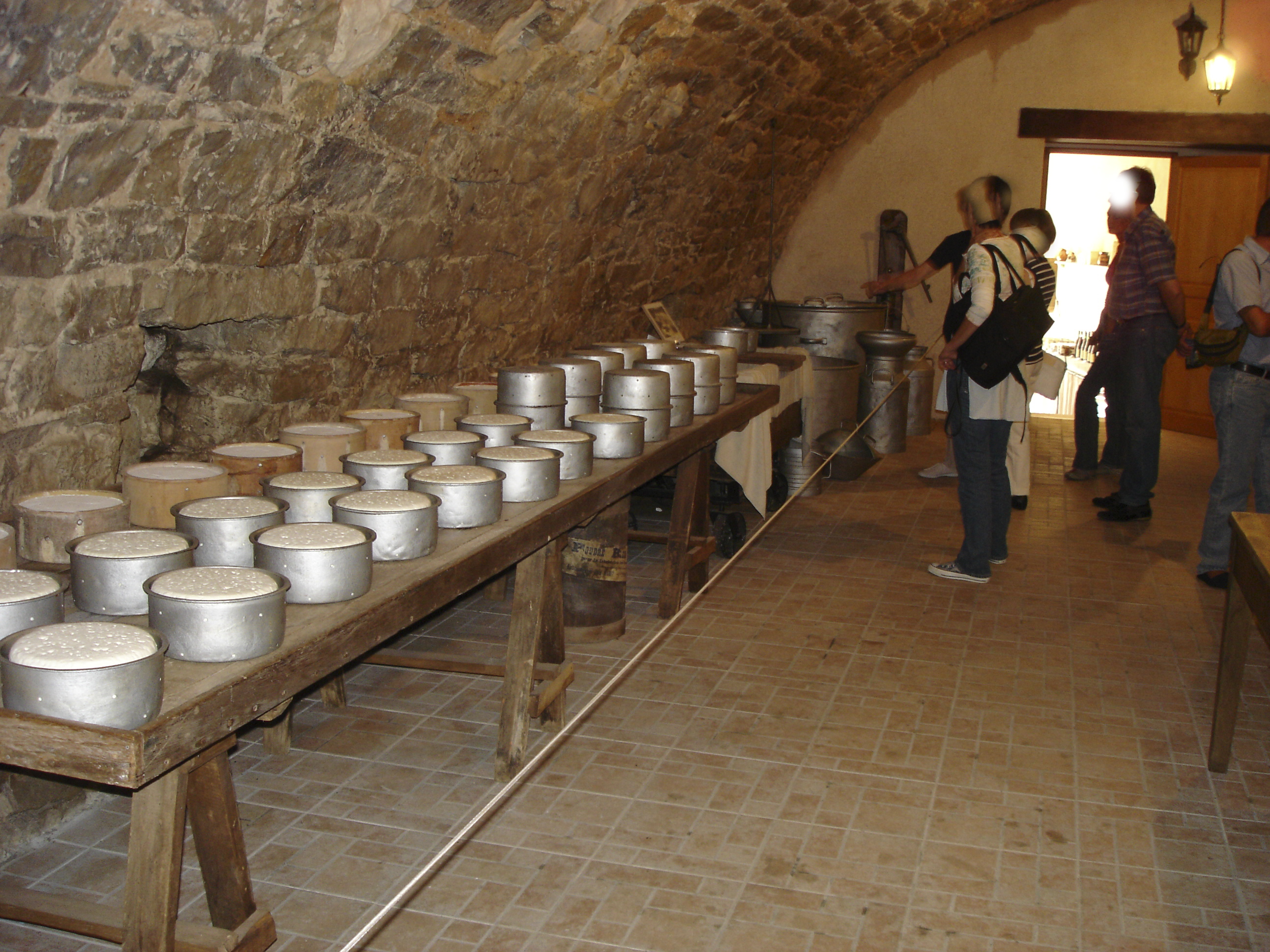
Musée des traditions de Cornus. Reconstitution d'une cave de fabrication des fourmes : l'égouttage dans des faisselles métalliques et en terre cuite.

## Utilisation
Après l'emprésurage du lait et un certain temps d'attente, on dépose le lait caillé dans la faisselle pour permettre l'égouttage du petit lait. Viennent, plus tard, salage et affinage du fromage obtenu.

## Dénominations diverses
Fourme, forme, moule, sérac...